# Julien Inscription Panel
Ne doit pas être confondu avec Denis Julien Inscription (comté de Grand).
Le Julien Inscription Panel est une surface rocheuse portant une inscription lapidaire laissée par Denis Julien le 9 juin 1844 dans ce qui est aujourd'hui le comté de Grand, dans l'Utah, aux États-Unis. Protégé au sein du parc national des Arches, il est inscrit au Registre national des lieux historiques depuis le 6 octobre 1988.